# 天気分布予報
天気分布予報（てんきぶんぷよほう）とは、日本全国の地方予報区内の天気、降水量、気温、最高・最低気温、降雪量を約５km格子単位で翌日24時までを示す予報で、気象庁が発表している。略称は「分布予報」。かつては地方天気分布予報とも呼ばれていた。

## 歴史
- 1996年3月から予報を開始。発表時刻は6時、12時、18時の3回、天気、気温、降水量の3つの要素で24時間先までの予報が発表された。

同時期に気象庁の数値解析予報システム(NAPS)が更新されている。
- 1998年1月より北海道、東北、北陸において降雪量の分布予報が開始された。
- 1999年6月より18時発表の予報においては予報期間を30時間に延長した。
- 2001年12月より降雪量分布予報の対象区域に関東北部、甲信地方、岐阜、近畿北部、山陰、山陽北部が追加された。
- 2002年8月8日より気象庁ホームページで予報が閲覧できるようになる。
- 2004年12月より予報の発表時刻が1時間繰り上げられた。
- 2020年３月18日より、これまでの20kmメッシュから5kmメッシュに高解像度化し、予報時間を延長した天気分布予報の提供を開始した。[4]

## 予報の内容

### 発表時刻
- 5時、11時、17時に発表される。
- 府県天気予報、地域時系列予報と異なり修正の発表は行われない。

### 予報区域
- 5km四方の格子状に区切ったメッシュを単位に予報される。2020年３月18日より、小笠原諸島が追加された。[5]

### 予報の要素

#### 天気
- 格子内の３時間ごとの代表的な天気を「晴れ」、「くもり」、「雨」、「雨または雪」、「雪」の５種類で予報される。
- 翌日の24時までの3時間ごとに予報される。

#### 気温
- 格子内の３時間毎の平均的な気温を１℃単位で示す。気象庁ホームページでは、5℃毎に色分けして表示される。

- ５時予報（翌日の24時までの3時間ごと）
  - 今日日中（09時～18時）の最高気温
  - 明日日中（09時～18時）の最高気温
  - 明日朝（00時～09時）の最低気温
- 11時予報（翌日の24時までの3時間ごと）
  - 今日日中（09時～18時）の最高気温
  - 明日日中（09時～18時）の最高気温
  - 明日朝（00時～09時）の最低気温

- 17時予報（翌日の24時までの3時間ごと）
  - 明日日中（09時～18時）の最高気温
  - 明日朝（00時～09時）の最低気温

#### 降水量
- 「降水なし」、「１～４mm」、「５～９mm」、「10～14mm」、「15～19mm」、「20mm以上」の６段階で予報される。
- 翌日の24時までの3時間ごとに予報される。
- 降水量は、格子内平均の３時間平均降水量を示す。

#### 降雪量
- 「降雪なし」、「１～２cm」、「３～５cm」、「６cm以上」の４段階で予報される。
- 翌日の24時まで3時間ごとに予報される。
- 降雪量は、格子内の３時間平均降雪量を示す。
- 降雪量の予報は、2020年３月18日より全国を対象に、期間も通年での提供となった。

## 問題点
- 降水量や降雪量の予報はしきい値の値が低いため大雨や大雪の判断として用いることはできない。注意報や警報、気象情報を用いる必要がある。